# Marathon de Tokyo 2016
Navigation
Édition précédente Édition suivante
Le Marathon de Tokyo de 2016 est la 10e édition du Marathon de Tokyo au Japon qui a eu lieu le dimanche 28 février 2016. C'est le premier des World Marathon Majors à avoir lieu en 2016. L'Éthiopien Feyisa Lilesa remporte la course masculine avec un temps de 2 h 6 min 56 s. La Kényane Helah Kiprop s'impose chez les féminines en 2 h 21 min 27 s.

## Résultats

### Hommes
| Rang               | Athlète                    | Nationalité | Temps           |
| ------------------ | -------------------------- | ----------- | --------------- |
| Médaille d'or      | Feyisa Lilesa              | Éthiopie    | 2 h 06 min 56 s |
| Médaille d'argent  | Bernard Kipyego            | Kenya       | 2 h 07 min 33 s |
| Médaille de bronze | Dickson Chumba             | Kenya       | 2 h 07 min 34 s |
| 4                  | Stephen Kiprotich          | Ouganda     | 2 h 07 min 46 s |
| 5                  | Abel Kirui                 | Kenya       | 2 h 08 min 06 s |
| 6                  | Eliud Kiptanui             | Kenya       | 2 h 08 min 55 s |
| 7                  | Emmanuel Kipchirchir Mutai | Kenya       | 2 h 10 min 23 s |
| 8                  | Yuki Takamiya              | Japon       | 2 h 10 min 57 s |
| 9                  | Javier Guerra              | Espagne     | 2 h 11 min 01 s |
| 10                 | Yuta Shimoda               | Japon       | 2 h 11 min 34 s |

### Femmes
| Rang               | Athlète             | Nationalité | Temps           |
| ------------------ | ------------------- | ----------- | --------------- |
| Médaille d'or      | Helah Kiprop        | Kenya       | 2 h 21 min 27 s |
| Médaille d'argent  | Amane Gobena        | Éthiopie    | 2 h 21 min 51 s |
| Médaille de bronze | Edna Kiplagat       | Kenya       | 2 h 22 min 36 s |
| 4                  | Aberu Kebede        | Éthiopie    | 2 h 23 min 01 s |
| 5                  | Berhane Dibaba      | Éthiopie    | 2 h 23 min 16 s |
| 6                  | Shure Demise Ware   | Éthiopie    | 2 h 25 min 04 s |
| 7                  | Ashete Dido Bekele  | Éthiopie    | 2 h 25 min 50 s |
| 8                  | Maja Neuenschwander | Suisse      | 2 h 27 min 36 s |
| 9                  | Isabellah Andersson | Suède       | 2 h 30 min 02 s |
| 10                 | Yukiko Okuno        | Japon       | 2 h 31 min 17 s |